# عمر كرم
عمر كرم هو مغني لبناني مواليد 5 سبتمبر 1991

 ، بدأ حياته الفنية في سن مبكرة في الحفلات والأعراس 

## السيرة الذاتية
ينتمي كرم لاسرة لبنانية مارونية، كان يهوي الغناء منذ صغره، حصل علي بكالريوس التجارة الفرنسية ثم درس الموسيقي الغربية و العزف علي الجيتار بالكونسرفتوار عام 2008[بحاجة لمصدر]، انطلقت مسيرته الفنية عام 2015.

## أعمالة الفنية

### أغاني منفردة
- في بالي عايش [7][8][9]
- بشويش عليا [10]
- كم دقيقة
- حبيت حياتي [11]
- الشام ما تموت
- ملك الهوارة
- شمس الغنية

### فيديو كليبات
- في بالي عايش [6][12][13]
- بشويش عليا [14][15]
- كم دقيقة
- حبيت حياتي